# Bad Boy (filme de 1949)
Bad Boy (Brasil: O Caminho da Perdição ) é um filme estadunidense de 1949, do gênero drama, dirigido por Kurt Neumann e estrelado por Audie Murphy e Lloyd Nolan.
Após duas pequeninas participações em Beyond Glory e Texas, Brooklyn and Heaven, Murphy, o soldado mais condecorado da Segunda Guerra Mundial, declarou publicamente que somente voltaria a atuar em um filme se fosse o protagonista. Criticada por alguns, a petulância do herói nacional, com reconhecidas chances de estourar nas bilheterias, valeu-lhe uma oferta da Allied Artists para liderar o elenco desta produção.
O filme marca, portanto, o real início da carreira de Audie Murphy nas telas, cercado por atores veteranos, sabiamente contratados pelo produtor Paul Short para encobrir sua visível inexperiência.

## Sinopse
O delinquente juvenil Danny Lester, possuidor de uma longa ficha criminal, é enviado a uma instituição de caridade para reabilitação. Apesar de ser dado como um caso perdido, Danny desperta a atenção do xerife Brown, que, à procura das raízes de sua revolta, descobre que ele se culpa pelo falecimento da mãe. A partir daí, o xerife e sua esposa Maud ajudam o jovem a recomeçar a vida.

## Elenco
| Ator/Atriz       | Personagem    |
| ---------------- | ------------- |
| Audie Murphy     | Danny Lester  |
| Lloyd Nolan      | Xerife Brown  |
| Jane Wyatt       | Maud Brown    |
| James Gleason    | Chefe         |
| Stanely Clements | Bitsy Johnson |
| Martha Vickers   | Lila Strawn   |
| Rhys Williams    | Arnold Strawn |